# NGC 5343
NGC 5343 ist eine 12,9 mag helle Linsenförmige Galaxie vom Hubble-Typ E-S0 im Sternbild Jungfrau. Sie ist schätzungsweise 114 Millionen Lichtjahre von der Milchstraße entfernt.
Sie wurde am 5. März 1785 von Wilhelm Herschel mit einem 18,7-Zoll-Spiegelteleskop entdeckt, der sie dabei mit „F, S, iR, lbM“ beschrieb.